# Шахтный (Пермский край)
Шахтный (с 1940 до 1946 год — Ворошиловский) — упразднённый рабочий посёлок в подчинении у города Губаха в Пермской области на территории современного Губахинского муниципального округа Пермского края России. С 1960 до 1995 гг. являлся административным центром Шахтного поссовета, который также включал посёлок Ключи. С 1995 года включён в состав посёлка Углеуральский. 
С 1946 по 1959 год являлся частью города областного подчинения с названием Углеуральск. 

## География
Посёлок располагался к северо-западу от посёлка Углеуральский, отделён от последнего железной дорогой. На территории посёлка находятся железнодорожная станция Водораздельная и остановочный пункт 150 км (ветка Няр-Лёвшино).

## История
Указом Президиума Верховного Совета РСФСР от 7 октября 1940 года посёлок Половинка был разделён на два рабочих поселка — Ворошиловский (территория посёлка имени Ворошилова шахты № 2) и Половинский или Половинковский (посёлок шахты имени Сталина), посёлки сперва были подчинены Кизеловскому горсовету.
С 1942 по 1946 года являлся центром Ворошиловского поссовета и входил в состав Половинковского района, с подчинением Губахинскому горсовету.
Указом Президиума Верховного Совета РСФСР от 10 июня 1946 года оба рабочих посёлка были вновь объединены и преобразованы в город Половинка областного подчинения.
Указом Президиума Верховного Совета РСФСР от 23 мая 1951 года город Половинка Молотовской области переименован в город Углеуральск.
С 10 июня 1946 до 8 апреля 1960 года город Углеуральск являлся городом областного подчинения.
Указом Президиума Верховного Совета от 4 ноября 1959 года город Углеуральск был присоединён к городу Губаха.
Решением исполнительного комитета Пермского областного Совета депутатов трудящихся от 8 апреля 1960 года посёлок при шахте № 2 «Капитальная» выделен из состава города Губаха и преобразован в рабочий посёлок Шахтный.
В соответствии с решением Законодательного Собрания Пермской области от 14.09.1995 № 319, постановлением администрации Пермской области от 02.10.1995 № 311, на основании постановления администрации города Губахи от 29.09.1995 № 618 «Об объединении поселков Углеуральский и Шахтный» рабочие поселки Шахтный и Углеуральский объединены в единую административно-территориальную единицу — рабочий посёлок, сохранив за ним наименование Углеуральский.

## Население
| 1963   | 1970  | 1979  | 1989  |
| ------ | ----- | ----- | ----- |
| 13 655 | ↘9218 | ↘6134 | ↘5065 |

## Промышленное производство
В посёлке располагались шахты «Пионер» и «Октябренок», действовали в составе шахты № 2 «Капитальная» с 1933 по 1943 и 1952 год соответственно.